# Station Forsinard
Station Forsinard (Engels: Forsinard railway station) is het spoorwegstation van de Schotse plaats Forsinard. Het station ligt aan de Far North Line en is geopend in 1874.